# اوکاموتو دایهاچی
اوکاموتو دایهاچی (به ژاپنی: 岡本 大八 おかもと だいはち) (مرگ ۱۶۱۲-تولد نامشخص) یک سامورایی مسیحی مذهب در دوره ادو در ژاپن بود. او در ابتدا در خدمت ناگازاکی بوگیو، هاسه‌گاوا فوجیهیرو بود اما بعد به خدمت هوندا ماسازومی درآمد. او به علت حادثه اوکاموتو دایهاچی شهرت دارد.
در ابتدا او به هاسگاوا فوجیهیرو، قاضی ناگاساکی خدمت می‌کرد، اما در نهایت تابع هوندا ماسازومی شد. در سال ۱۶۰۹، زمانی که آریما هارونوبو به کشتی مادر زئوس در خارج از بندر ناگاساکی (حادثه کشتی مادر زئوس) حمله کرد. او به عنوان سرپرست هارونوبو خدمت می‌کرد. دایهاچی رشوه زیادی از آریما هارونوبو دریافت کرد، به این بهانه دروغین که برای این حادثه، از ایه‌یاسو توکوگاوا پاداش و جایزه ای برای هارونوبو ترتیب می‌دهد. با این حال، این کلاهبرداری زمانی کشف شد که هارونوبو، ناامید از فقدان پاداش، مستقیماً با هوندا ماسازومی مذاکره کرد. پس از آن در سال ۱۶۱۲، درگیری مستقیم بین او و هارونوبو رخ داد.
او در سال ۱۶۱۲ در کنار رود آبه در استان شیزوئوکا به‌وسیلهٔ سوزاندن در آتش اعدام شد.